# Pol (Sant Bartomeu del Grau)
Pol és un edifici de Sant Bartomeu del Grau (Osona) inclòs a l'Inventari del Patrimoni Arquitectònic de Catalunya.

## Descripció
Es tracta d'un edifici de tres pisos, de planta rectangular i teulada a doble vessant lateral amb relació a la façana d'entrada. Els murs són de pedres irregulars i morter, i totes les obertures de la casa tenen llinda de pedra. La llinda de la porta principal està decorada amb una senzilla garlanda i la data de 1814. A la part esquerra de la façana, la casa s'amplia amb un cos, també de planta rectangular i el teulat a una sola vessant que fa un porxo amb dues grans arcades perfilades de maó al primer pis. Al davant de la casa, diverses construccions, avui mig enrunades, tancaven un pati interior.

## Història
A la llinda de la porta d'entrada hi ha la data 1814.